# Inte:Ligand
Inte:Ligand è un'azienda informatica la cui sede centrale si trova a Vienna (Austria).
Essa distribuisce servizi e software per la ricerca chimica, specialmente nel campo del drug discovery.
Inteligand è nata nel 2003 come spin-off dell'università di Innsbruck ed è stata fondata dal prof. Thierry Langer, dal Dr. Gerhard Wolber e dal prof. Hermann Stuppner.
Scienziati e ricercatori di Inte:Ligand hanno sviluppato alcune tecnologie per lo sviluppo di farmacofori 3D e screening virtuale. Questi sono strumenti utili nella fase iniziale di progettazione di un farmaco a rendere il processo stesso più efficiente nel prevenire eventuali fallimenti in fase di sperimentazione clinica.
Tra le applicazioni la scoperta di nuovi ligandi della Mieloperossidasi, di inibitori dell'HIV Trascrittasi inversa, applicazioni nella determinazione del profilo della bioattività anti-virale, lo sviluppo di modelli per predire l'attività dell'HIV Proteasi, la predizione dell'attività dei Citocromi P450 e la simulazione di modelli per l'attività verso il fattore Xa.